# Turn Your Car Around
Turn Your Car Around è il secondo singolo di Lee Ryan, estratto dal suo primo album Lee Ryan. Il singolo è stato pubblicato il 10 ottobre 2005.
Il brano ha raggiunto la posizione #12 nella classifica inglese, ma, come avvenuto già in precedenza con Army of Lovers il maggior riscontro il brano lo ottiene in Italia dove il disco riesce a giungere fino alla seconda posizione.

## Classifiche
| Posizione | 02 | 04 | 07 | 09 | 04 | 07 | 05 | 16 | 14 | 14 | 25 | 19 | 26 | 47 |